# Setra S 140 ES
De Setra S 140 ES is een bustype voor streekvervoer, geproduceerd door de Duitse busfabrikant Setra. De S 140 ES is een eerste generatie standaard VÖV-lijnbus en werd gebouwd van 1971-1984.

## Inzet
De bussen werden ingezet in verschillende landen. De meeste exemplaren kwamen voor in Duitsland, maar daar naast zijn er verschillende exemplaren geëxporteerd naar o.a. België. De meeste bussen zijn inmiddels uit dienst.
| Land   | Bedrijf            | Serie         | Aantal | Inzet           | Opmerking                       |
| ------ | ------------------ | ------------- | ------ | --------------- | ------------------------------- |
| België | Autocars Bierinckx | 104116        | 1      | Antwerpen       | Werd verkocht aan KAV           |
| België | Autocars Bierinckx | 104199        | 1      | Antwerpen       |                                 |
| België | Autocars Bierinckx | 99            | 1      | Antwerpen       |                                 |
| België | Autocars Bierinckx | 851103        | 1      | Limburg         | Werd verkocht aan KAV           |
| België | Autocars Bierinckx | 851108        | 1      | Limburg         |                                 |
| België | Autocars Bierinckx | 851115        | 1      | Limburg         | Werd verkocht aan KAV           |
| België | De Vriendt         | 960105-960108 | 4      | Brabant         |                                 |
| België | Franckaert         | 257102-257104 | 3      | Oost-Vlaanderen |                                 |
| België | G. Liénard et Cie  | 559105-559106 | 2      | Namen           |                                 |
| België | KAV                | 108107        | 1      | Antwerpen       | ex-Autocars Bierinckx           |
| België | KAV                | 108110        | 1      | Antwerpen       | ex-Autocars Bierinckx           |
| België | KAV                | 108116-108119 | 4      | Antwerpen       | 108118 is ex-Autocars Bierinckx |
| België | KAV                | 108167        | 1      | Antwerpen       |                                 |
| België | KAV                | 108179        | 1      | Antwerpen       |                                 |